# ТЭ30
ТЭ30 (тепловоз с электрической передачей, 30-я модель) — опытный советский двухсекционный тепловоз, выпущенный в 1961 году. Был создан в связи с постановлениями Совета Министров СССР от 15 июля 1959 года № 639 и от 19 июля 1960 года № 743, согласно которым требовалось разработать проект модернизации тепловозов ТЭ3.

## Конструкция
ТЭ30 был клоном харьковских ТЭ10: имел такие же тележки, ТЭДы, возбуждение генератора, а также аналогичный несущий кузов (ТЭ3 имел несущую раму). На тепловозе был использован дизель 6Д100, у которого цилиндровая мощность была повышена за счёт наддува до 250 л.с. — несколько менее, чем у 10Д100, но это позволило сократить число цилиндров с 10 до 8, вес дизеля уменьшился с 17,3 до 14 т при равной 2Д100 мощности. Охлаждение наддувочного воздуха осуществлялось с помощью воздуха (2Д100 на ТЭ3 наддува не имеет) в двух сотовых холодильниках. Несколько меньший вес имел тяговый генератор. Благодаря этому ДГУ ТЭ30 на 4,5 т легче, чем на ТЭ3.

## Эксплуатация
После постройки ТЭ30-001 был подвергнут испытаниям, которые закончились до конца того же (1961) года. В том же году тепловоз был представлен на выставке локомотивов на Рижском вокзале в Москве. После этого тепловоз отправили на Южную железную дорогу, где он начал эксплуатироваться в депо Основа. ТЭ30 не имел серьёзных преимуществ в сравнении с ТЭ3, а широкое распространение мнения о наибольшей перспективности на дорогах более мощных тепловозов, в частности, 2ТЭ10Л, 3ТЭ10, 4ТЭ10 довольно скоро поставило крест на будущем этой серии, как и ТЭ3Л. В 1978 году тепловоз ТЭ30-001 был исключён из инвентаря.
В то же время, как показала впоследствии практика, именно тепловоз с секционной мощностью 2000 л. с. оказался одним из наиболее востребованных на малодеятельных линиях магистральных локомотивов — в настоящее время таковым является 2М62. Именно он имеет наибольшее распространение там, где работали с поездами ТЭ3 в 2 секции.